# Agencia Nacional de Evaluación de la Calidad y Acreditación
La Agencia Nacional de Evaluación de la Calidad y Acreditación (ANECA)  es un organismo público español, adscrito al Ministerio de Ciencia, Innovación y Universidades, al que le corresponde la promoción y el aseguramiento de la calidad del Sistema de Educación Superior mediante procesos de orientación, evaluación, certificación y acreditación, contribuyendo al desarrollo del Espacio Europeo de Educación Superior, así como contribuir a la información y la transparencia frente a la sociedad.
Forma parte integrante de la Asociación Europea para la Calidad de la Educación Superior, creada en el año 2000.

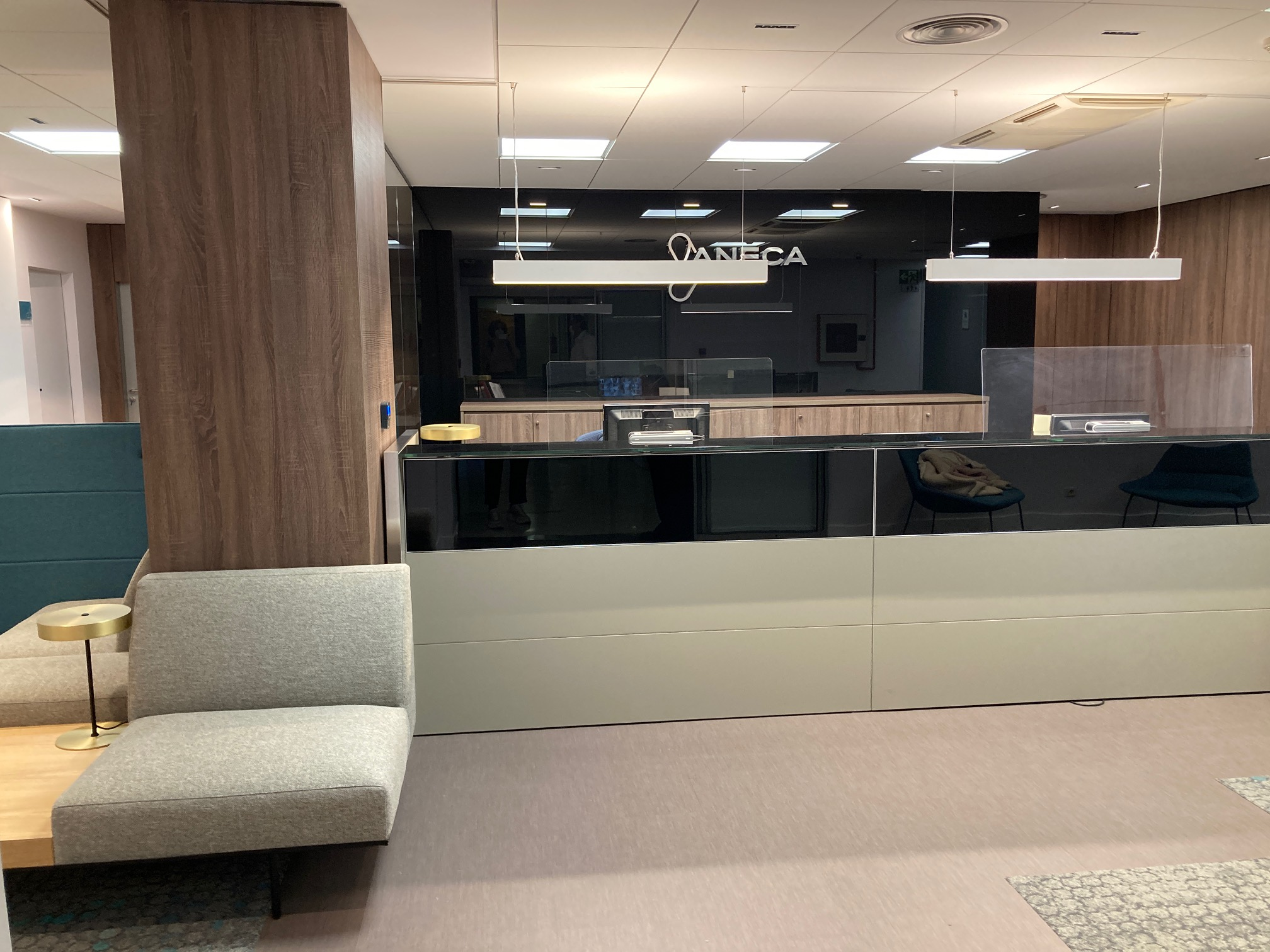
Entrada a la sede de ANECA

## Historia
El origen de la Agencia Nacional está en el artículo 32 de la Ley Orgánica 6/2001, de 21 de diciembre, de Universidades, que establecía la obligación de crear una Agencia Nacional para ejercer las funciones de evaluación y las conducentes a la certificación y acreditación, desarrollado por acuerdo del Consejo de Ministros de 19 de julio de 2002, con carácter de fundación estatal.
En sus primeros años de vida se unió a numerosas organizaciones internacionales, tales como la Red Iberoamericana para la Acreditación de la Calidad de la Educación Superior (RIACES) y la Red Internacional de Agencias de Aseguramiento de la Calidad de la Educación Superior (INQAAHE), así como colaboró en la fundación de otras como el Consorcio Europeo de Acreditación en Educación Superior (ECA) o la Asociación Europea para la Calidad de la Educación Superior (ENQA). Asimismo, en 2006 fundó junto a las agencias regionales españolas la Red Española de Agencias de Calidad Universitaria (REACU).
En 2008 ingresa en el Registro Europeo de Agencias de Garantía de Calidad de la Educación Superior (EQAR) y en 2010 se convierte en la primera agencia europea con certificado de Buenas Prácticas de INQAAHE.
Importantes cambios sufre a finales de 2015, cuando se aprueba la Ley 15/2014, de 16 de septiembre, de racionalización del Sector Público y otras medidas de reforma administrativa. Esta ley transforma la Agencia en un organismo autónomo y concentra en un único organismo todas las funciones de evaluación y acreditación del profesorado universitario, que hasta ahora venían desarrollando la fundación Agencia Nacional de Evaluación de la Calidad y Acreditación (ANECA) y la Comisión Nacional Evaluadora de la Actividad Investigadora (CNEAI). Los cambios se hicieron efectivos el 1 de enero de 2016, cuando entró en vigor su nuevo Estatuto.

## Objetivos

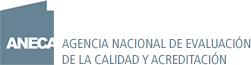
Logotipo de la agencia hasta finales de 2019.

La actividad de ANECA se dirige a la promoción y el aseguramiento de la calidad en la enseñanza superior, y muy particularmente de las Universidades españolas, tanto en el contexto nacional como en el internacional, y tiene como objetivos los descritos en el artículo 31 de la Ley Orgánica 6/2001, de 21 de diciembre, y son:
1. La medición del rendimiento del servicio público de la educación superior universitaria y la rendición de cuentas a la sociedad.
2. La transparencia, la comparación, la cooperación y la competitividad de las Universidades en el ámbito nacional e internacional.
3. La mejora de la actividad docente e investigadora y de la gestión de las Universidades.
4. La información a las Administraciones públicas para la toma de decisiones en el ámbito de sus competencias.
5. La información a la sociedad para fomentar la excelencia y movilidad de estudiantes y profesores.

Asimismo, la agencia es responsable de impulsar, junto a las agencias homólogas de las comunidades autónomas, la adopción de criterios de garantía de calidad conforme a estándares internacionales, en sus respectivos ámbitos de competencias. A tal fin, promoverá el establecimiento de mecanismos de cooperación y reconocimiento mutuo entre agencias.

## Estructura
La Agencia Nacional está estructurada mediante tres tipos de órganos:

### Órganos de gobierno y dirección
- El Consejo Rector. Es el órgano colegiado de gobierno, al que le corresponde el control y seguimiento de las actividades de la ANECA, así como mantener informado de ellas a los diferentes grupos de interés de la educación superior. Está presidido por el titular de la Secretaría General de Universidades.
- El/la Director/a. El Director o la Directora es el órgano ejecutivo unipersonal, al que corresponden la dirección y gestión ordinaria de la ANECA. Tiene rango de director general y es nombrado por el Consejo Rector a propuesta de su Presidente.

### Órganos de asesoramiento y evaluación
- La Comisión de Asesoramiento para la Evaluación de Enseñanzas e Instituciones. Presidida por el director de la División de Evaluación de Enseñanzas e Instituciones, compuesta por académicos de reconocida competencia, estudiantes universitarios, profesionales con conocimientos en el ámbito de la educación superior, e investigadores.
- La Comisión de Asesoramiento para la Evaluación del Profesorado. Presidida por el director de la División de Evaluación del Profesorado, compuesta por académicos de reconocida competencia, estudiantes universitarios, profesionales con conocimientos en el ámbito de la educación superior, e investigadores.
- La Comisión Nacional Evaluadora de la Actividad Investigadora (CNEAI). Presidida por el director de la ANECA, está formada por representantes de todas las comunidades autónomas y por académicos e investigadores.

### Órganos de gestión
Los órganos de gestión conforman la organización administrativa de la Agencia, y están integrados por funcionarios del Estado.
- La Gerencia. Asume la gestión del régimen interior, asuntos económicos y presupuestarios, recursos humanos, asesoría jurídica, etc.
- La División de Evaluación de Enseñanzas e Instituciones. Se encarga principalmente de la gestión de los programas de evaluación de enseñanzas e instituciones.
- La División de Evaluación del Profesorado. Se encarga principalmente de la gestión de los diferentes programas relacionados con la evaluación del profesorado.

## Agencias autonómicas
La ANECA otorga la acreditación para el acceso a los cuerpos docentes universitarios de Profesor/a Titular de Universidad y Catedrático/a de Universidad.
Las comunidades autónomas han creado agencias con similares funciones dentro de su ámbito competencial, que son:
- Agencia para la Calidad Científica y Universitaria de Andalucía (ACCUA).
- Agencia de Calidad y Prospectiva Universitaria de Aragón (ACPUA).
- Agencia de Calidad Universitaria de las Islas Baleares (AQUIB).
- Agencia Canaria de Calidad Universitaria y Evaluación Educativa (ACCUEE).
- Agencia para la Calidad del Sistema Universitario de Castilla y León (ACSUCYL).
- Agencia para la Calidad del Sistema Universitario de Cataluña (AQU).
- Agencia Valenciana de Evaluación y Prospectiva (AVAP).
- Agencia para la Calidad del Sistema Universitario de Galicia (ACSUG).
- Fundación para el Conocimiento Madri+d (Madrimasd).
- Agencia de Calidad del Sistema Universitario Vasco (UNIBASQ).

Las agencias autonómicas junto con ANECA conforman la red española de agencias de calidad universitaria (REACU), un foro informal en el que las agencias se coordinan y elaboran protocolos para el aseguramiento de la calidad de títulos universitarios.

## Enlaces
- Página web oficial de la ANECA

- Datos: Q8191332